# تتله
تتله (به لاتین: Tetele) یک روستا در لتونی است که در شهرداری اوزونیکی واقع شده‌است و جمعیت آن ۳۷۰ نفر است.